# I Just Want to See the Boy Happy
I Just Want to See the Boy Happy è un brano del cantante inglese Morrissey.
Quarto ed ultimo singolo estratto dall'album Ringleader of the Tormentors, il disco venne pubblicato il 4 dicembre del 2006 dalla Sanctuary/Attack Records e raggiunse la posizione numero 16 della Official Singles Chart.

## Realizzazione
Brano scritto in collaborazione con il chitarrista Jesse Tobias e prodotto da Tony Visconti. Una versione 12" (picture disc) del singolo, a tiratura limitata a 1000 copie, è stata pubblicata successivamente, il 22 gennaio del 2007, e includeva tutte le b-sides delle precedenti edizioni.
La foto di copertina è stata realizzata da Fabio Lovino. Quella che appare sul retro del 7", scattata invece da Jed Weitzman, ritrae Morrissey in una stazione di servizio autostradale italiana con in mano una confezione di patatine. La storia divertente, dietro questa foto, è che il patrigno di Weitzman è Henry Winkler, l'attore che ha interpretato il ruolo di Fonzie (che è anche il nome della marca di patatine della foto) nella serie tv Happy Days.

## Tracce
- UK CDs

1. I Just Want to See the Boy Happy - 3:03
2. Sweetie-Pie - 4:23
3. I Want the One I Can't Have (live at Royal Albert Hall, 2002) - 3:33
4. I Just Want to See the Boy Happy (video, live at Canal+ Tv)

- UK 7"#1

1. I Just Want to See the Boy Happy - 3:03
2. Speedway (live at Royal Albert Hall, 2002) - 4:48

- UK 7"#2

1. I Just Want to See the Boy Happy - 3:03
2. Late Night Maudlin Street (live at Royal Albert Hall, 2002) - 5:24

- UK 12"

1. I Just Want to See the Boy Happy - 3:03
2. Sweetie-Pie - 4:23
3. I Want the One I Can't Have (live at Royal Albert Hall, 2002) - 3:33
4. Speedway (live at Royal Albert Hall, 2002) - 4:48
5. Late Night Maudlin Street (live at Royal Albert Hall, 2002) - 5:24

## Formazione
- Morrissey – voce
- Gary Day - basso
- Boz Boorer - chitarra
- Jesse Tobias - chitarra
- Matt Chamberlain - batteria
- Dean Butterworth - batteria
- Michael Farrell – tastiere
- Kristeen Young - voce (su Sweetie-Pie)